# Emarginata
Az Emarginata a madarak osztályának verébalakúak (Passeriformes) rendjébe és a légykapófélék (Muscicapidae) családjába tartozó nem.
A nem három faját korábban a Cercomela nembe sorolták. Egy 2010-ben lezajlott molekuláris vizsgálat során kiderült, hogy a Cercomela nem polifiletikus és a típusfajt, a koromfarkú csukot (Cercomela melanura) áthelyezték az Oenanthe nembe tartozó hantmadarak közé.  
Ezen vizsgálat eredményeit egy 2012-ben lezajlott vizsgálat megerősítette. 
Ezen vizsgálatok következményeként a Cercomela nemet felszámolták, és a korábban oda sorolt fajokat több kisebb monofiletikus nembe sorolták át.
Ezért a jelenleg idesorolt három faj számára újrahasznosították az Emarginata nemet, melyet eredetileg George Ernest Shelley brit ornitológus hozott létre 1896-ban.

## Rendszerezésük
A nemet George Ernest Shelley angol ornitológus írta le 1896-ban, az alábbi fajok tartoznak ide:
- Emarginata schlegelii
- Emarginata sinuata
- Emarginata tractrac

## Előfordulásuk
Afrika déli részén honosak. Természetes élőhelyei a szubtrópusi vagy trópusi sivatagok, gyepek és cserjések, valamint szántóföldek és városi régiók. Állandó, nem vonuló fajok.

## Megjelenésük
Testhosszuk 15-18 centiméter körüli.